# Route nationale 59 (Irlande)
Pour les articles homonymes, voir Route nationale 59.
La route nationale 59 est une route nationale secondaire d'Irlande, reliant Sligo à Galway.

## Parcours
La route nationale 59, ayant le statut de route nationale secondaire, part de Sligo puis traverse la ville de Ballysadare.
La route N59 traverse ensuite le comté de Mayo, pour traverser les villes de Ballina, Bangor Erris et Westport,.
La dernière partie de la route s'étend dans le comté de Galway où elle parcourt 112 km (38 % de son parcours total). Après son entrée dans le comté au village de Leenaun, la N59 part vers le sud-ouest vers Clifden en traversant le Connemara, puis repart vers l'est en passant par Oughterard et Moycullen en direction de Galway. La route prend fin à Galway en rejoignant la route nationale 6 près du Quincentenary Bridge.

## Usage
La route nationale 59 est un axe majeur pour le comté de Mayo, où elle sert notamment de route touristique.